# Чикаренко, Александр Кондратович
Александр Кондратович Чикаренко (1920, Новозуевка, Тельманский район — 25 июня 1942, Сухарная балка, Крымская АССР) — советский моряк, старший краснофлотец, участник обороны Севастополя. 25 июня 1942 подорвал себя вместе со складом боеприпасов в штольне № 1 Сухарной балки.

## Биография
Родился в 1920 году в селе Новозуевка Биюк-Онларского (ныне Красногвардейского) района. Украинец. Призван в РККФ в 1938 году, был направлен на Черноморский флот. Член ВЛКСМ с 1939 года. Получил специальность взрывника, служил лаборантом артбоесклада № 7. Склад располагался в штольне в Сухарной балке.
В начале обороны Севастополя арсенал в Сухарной балке состоял из примерно 200 человек, осуществлявших выдачу боепитания из штолен на корабли и артиллерию базы. К концу июня 1942-го их осталось 35. Командовали начальник артотдела боезапаса флота майор Николай Константинович Федосеев, начальник 3-го отдела Емельян Петрович Донец и политрук Александр Михайлович Вилор (выжил).
После боёв 18-23 июня арсенал флота оставался единственным незахваченным немцами участком Северной стороны. Разрешение на взрыв штолен в Сухарной балке поступило условными ракетами с южного берега бухты утром 24 июня, весь следующий день под огнём противника закладывали заряды. Вечером оставшиеся защитники отходя преодолевали Севастопольскую бухту вплавь. Последним покидал штольню № 1, установив взрыватель с часовым механизмом, старший краснофлотец Александр Чикаренко. Увидев, что на территорию склада уже прорвались немецкие штурмовые группы, чтобы предотвратить разминирование бросился назад и подорвал заряды. Мощнейшим взрывом были уничтожены все немцы на площадке перед штольней.
В воспоминаниях военного корреспондента П. А. Сажина «Севастопольская хроника» события третьего штурма писаны так: «24 июня 1942 года. Севастополь горит. Горит уже третий день.. …Три дня тому назад нами была оставлена Северная сторона и потеряна Сухарная балка — арсенал флота. Правда, гитлеровцам здесь достались лишь груды развалин: матрос Александр Чикаренко, которому было приказано майором Федосеевым при приближении немцев взорвать склады, не покинул штольню за пять минут до взрыва, а остался в ней и, когда гитлеровцы приблизились к арсеналу, вынул контакты из часового механизма и соединил их руками. Взрыв был такой, что осколки от взорванных бомб, снарядов и гранат летели через бухту, а под развалинами погибло около двухсот немецких солдат…».
Командующий 11-й немецкой армией Эрих фон Манштейн писал в мемуарах «22 дивизия во всей полосе своего наступления овладевает скалистыми высотами, обрывающимися у северного берега бухты… …Особенно трудным оказывается выбить противника из его последних укрытий на северном берегу бухты. Для размещения боеприпасов и резервов Советы устроили в отвесных стенах скал глубокие штольни с бронированными воротами, которые были оборудованы для обороны. Их гарнизоны, находившиеся под властью своих комиссаров, не думали о сдаче. Не оставалось ничего другого, как предпринять попытку взорвать ворота. Когда наши саперы приблизились к входу в первую из этих пещер, внутри каземата произошел взрыв. Обрушился значительный участок скалистого берега, погребя противника, бывшего в каземате, а также и группу наших саперов. Командовавший казематом взорвал его вместе с находившимися в нём людьми».
Майор Н. К. Федосеев и старший политрук Н. В. Егоров посмертно награждены орденом Красного Знамени.
В 1942 году на представлении комсомольца (посмертно) к ордену Красного Знамени, начальник тыла Черноморского флота контр-адмирал А. С. Фролов, дал заключение: «Считаю возможным просить Военный Совет Черноморского фота представить посмертно краснофлотца Чикаренко правительству СССР на присвоение звания Героя Советского Союза. Подвиг достоин звания и памяти о беззаветной преданности Родине и для моряков-черноморцев гордости». Однако награждение не состоялось, а Чикаренко А. К. долгое время имел статус пропавший без вести.
В 1959 году Чикаренко Александра Кондратовича посмертно наградили орденом Отечественной войны 1-й степени.

## Память
Приказом № 55 командующего Черноморским флотом от 27 сентября 1943 года краснофлотец Чикаренко Александр Кондратьевич зачислен навечно в списки 404-й лабораторной роты управления тыла Черноморского флота.
В 1948 году его именем было названо село Новый Кипчак Белогорского района (ныне несуществующее).
В память о земляке в его родном селе Новозуевке названа улица, в центре её установлен Памятный знак в честь воинов-односельчан и матросу А. К. Чикаренко.
В 1957 году в Сухарной балке был сооружен памятник-бюст А. К. Чикаренко, автор — матрос Е. А. Ельник. В 1966 году на берегу Северной бухты установлен монумент героическим защитникам арсенала. На лицевой грани пирамидального знака выполнено барельефное изображение матроса с гранатой в руке (автор проекта — мичман А. Карась). В 1973 году там же был установлен памятник майору Н. К. Федосееву. Автор — скульптор К. Г. Кошкин.
Имя героя носит школа в селе Амурское.